# Anomiopus lunatipes
Anomiopus lunatipes là một loài bọ cánh cứng trong họ Bọ hung (Scarabaeidae).